# Meghraszat
Meghraszat – wieś w Armenii, w prowincji Szirak. W 2011 roku liczyła 325 mieszkańców.